# EuroEyes Cyclassics 2019
La EuroEyes Cyclassics 2019 est la 24e édition de cette course cycliste sur route masculine. Elle a lieu le 25 août à Hambourg, en Allemagne. C'est la 33e course de l'UCI World Tour 2019.

## Présentation
La EuroEyes Cyclassics connaît en 2019 sa 24e édition, la quatrième sous ce nom. Depuis 2016, elle est organisée par Ironman Germany GmbH, filiale européenne de la World Triathlon Corporation, qui elle-même appartient au groupe chinois Wanda Group.
Depuis cette même année, la course porte le nom de son sponsor principal, EuroEyes (de), entreprise basée à Hambourg et spécialisée dans la chirurgie laser des yeux. Celle-ci s'est engagée pour quatre ans et succède au sponsor-titre Vattenfall, qui s'est retiré en 2015.

### Équipes
La EuroEyes Cyclassics faisant partie du calendrier de l'UCI World Tour, les dix-huit « World Teams » y participent. Une équipe continentale professionnelle a reçu une invitation : l'équipe française Arkéa-Samsic.
| WorldTeams (18)- AG2R La Mondiale - Astana - Bahrain-Merida - Bora-hansgrohe - CCC Team - Deceuninck-Quick Step - Dimension Data - EF Education First - Groupama-FDJ - Team Jumbo-Visma - Trek-Segafredo - Lotto Soudal - Mitchelton-Scott - Movistar Team - Ineos - Team Sunweb - UAE Team Emirates - Katusha-Alpecin Équipes continentales professionnelles (2)- Arkéa-Samsic - Gazprom-RusVelo |
| |

## Déroulement de la course
Le tout nouveau champion d'Europe Elia Viviani remporte cette 24e édition. Vainqueur pour la troisième année consécutive, le coureur de la formation Deceuninck-Quick Step a réglé un peloton d'une cinquantaine de coureurs, s'imposant devant Caleb Ewan (Lotto-Soudal) et Giacomo Nizzolo (Dimension Data). Le coureur italien devient le seul recordman de cette épreuve, en dépassant Tyler Farrar.
Comme à l'accoutumée, l'ascension du Waseberg (700 m à 9,7 %) a sérieusement écrémé le peloton, une soixantaine de coureurs seulement étant en course pour la victoire après une accélération de Peter Sagan à 25 km de l'arrivée. Très en jambes, le Slovaque a remis ça 10 km plus loin, provoquant le décrochage de son coéquipier Pascal Ackermann. Un groupe d'une dizaine de coureurs s'est alors détaché, celui-ci comprenant entre autres le double tenant du titre Elia Viviani et son compatriote Matteo Trentin (Mitchelton-Scott). Mais le peloton réussit à revenir une nouvelle fois, un sprint massif devenant alors inévitable et sacrant une nouvelle fois Viviani.

## Classements

### Classement de la course
| \| Classement général \| Classement général \| Classement général \| Classement général \| Classement général \| \| Coureur \| Coureur \| Pays \| Équipe \| Temps \| \| ------------------ \| ------------------ \| ------------------ \| --------------------- \| ------------------ \| \| 1er \| Elia Viviani \| Italie \| Deceuninck-Quick Step \| 4 h 47 min 27 s \| \| 2e \| Caleb Ewan \| Australie \| Lotto-Soudal \| + 0 s \| \| 3e \| Giacomo Nizzolo \| Italie \| Dimension Data \| + 0 s \| \| 4e \| Alexander Kristoff \| Norvège \| UAE Team Emirates \| + 0 s \| \| 5e \| Mike Teunissen \| Pays-Bas \| Team Jumbo-Visma \| + 0 s \| \| 6e \| Peter Sagan \| Slovaquie \| Bora-Hansgrohe \| + 0 s \| \| 7e \| Matteo Trentin \| Italie \| Mitchelton-Scott \| + 0 s \| \| 8e \| Arnaud Démare \| France \| Groupama-FDJ \| + 0 s \| \| 9e \| Sonny Colbrelli \| Italie \| Bahrain-Merida \| + 0 s \| \| 10e \| Oliver Naesen \| Belgique \| AG2R La Mondiale \| + 0 s \| |                    |           |                       |                 |
| |                    |           |                       |                 |
| Source : ProCyclingStats |                    |           |                       |                 |
| Classement général |                    |           |                       |                 |
| Coureur | Coureur            | Pays      | Équipe                | Temps           |
| 1er | Elia Viviani       | Italie    | Deceuninck-Quick Step | 4 h 47 min 27 s |
| 2e | Caleb Ewan         | Australie | Lotto-Soudal          | + 0 s           |
| 3e | Giacomo Nizzolo    | Italie    | Dimension Data        | + 0 s           |
| 4e | Alexander Kristoff | Norvège   | UAE Team Emirates     | + 0 s           |
| 5e | Mike Teunissen     | Pays-Bas  | Team Jumbo-Visma      | + 0 s           |
| 6e | Peter Sagan        | Slovaquie | Bora-Hansgrohe        | + 0 s           |
| 7e | Matteo Trentin     | Italie    | Mitchelton-Scott      | + 0 s           |
| 8e | Arnaud Démare      | France    | Groupama-FDJ          | + 0 s           |
| 9e | Sonny Colbrelli    | Italie    | Bahrain-Merida        | + 0 s           |
| 10e | Oliver Naesen      | Belgique  | AG2R La Mondiale      | + 0 s           |

### Classements UCI
La EuroEyes Cyclassics distribue aux soixante premiers coureurs les points suivants pour le classement individuel du Classement mondial UCI 2019 :
| Position           | 1er | 2e  | 3e  | 4e  | 5e  | 6e  | 7e  | 8e  | 9e | 10e | 11e | 12e | 13e | 14e | 15e | 16e à 20e | 21e à 30e | 31e à 50e | 51e à 55e | 56e à 60e |
| Classement général | 400 | 320 | 260 | 220 | 180 | 140 | 120 | 100 | 80 | 68  | 56  | 48  | 40  | 32  | 28  | 24        | 16        | 8         | 4         | 2         |

## Liste des participants
| Deceuninck-Quick Step DQT | Deceuninck-Quick Step DQT    | Deceuninck-Quick Step DQT |
| ------------------------- | ---------------------------- | ------------------------- |
| Num                       | Coureur                      | Pos                       |
| 1                         | Elia Viviani (ITA)           | 1er                       |
| 2                         | Mikkel Honoré (DEN)          | 69e                       |
| 3                         | Yves Lampaert (BEL)          | 63e                       |
| 4                         | Michael Mørkøv (DEN) (route) | 13e                       |
| 5                         | Fabio Sabatini (ITA)         | 97e                       |
| 6                         | Florian Sénéchal (FRA)       | 47e                       |
| 7                         | Petr Vakoč (CZE)             | 68e                       |

| AG2R La Mondiale ALM | AG2R La Mondiale ALM     | AG2R La Mondiale ALM |
| -------------------- | ------------------------ | -------------------- |
| Num                  | Coureur                  | Pos                  |
| 11                   | Gediminas Bagdonas (LTU) | 84e                  |
| 12                   | Mikaël Cherel (FRA)      | 90e                  |
| 13                   | Nico Denz (GER)          | 80e                  |
| 14                   | Oliver Naesen (BEL)      | 10e                  |
| 15                   | Julien Duval (FRA)       | 17e                  |
| 16                   | Mathias Frank (SUI)      | 54e                  |
| 17                   | Stijn Vandenbergh (BEL)  | 83e                  |

| Astana AST | Astana AST                  | Astana AST |
| ---------- | --------------------------- | ---------- |
| Num        | Coureur                     | Pos        |
| 21         | Magnus Cort Nielsen (DEN)   | 53e        |
| 22         | Davide Ballerini (ITA)      | 50e        |
| 23         | Rodrigo Contreras (COL)     | 111e       |
| 24         | Laurens De Vreese (BEL)     | 27e        |
| 25         | Davide Villella (ITA)       | 110e       |
| 26         | Jonas Gregaard Wilsly (DEN) | 70e        |
| 27         | Andrey Zeits (KAZ)          | 48e        |

| Bahrain-Merida TBM | Bahrain-Merida TBM        | Bahrain-Merida TBM |
| ------------------ | ------------------------- | ------------------ |
| Num                | Coureur                   | Pos                |
| 31                 | Valerio Agnoli (ITA)      | 98e                |
| 32                 | Grega Bole (SLO)          | 89e                |
| 33                 | Sonny Colbrelli (ITA)     | 9e                 |
| 34                 | Feng Chun-kai (TPE)       | 101e               |
| 35                 | Iván García Cortina (ESP) | 95e                |
| 36                 | Marcel Sieberg (GER)      | 85e                |
| 37                 | Antonio Nibali (ITA)      | AB                 |

| Bora-Hansgrohe BOH | Bora-Hansgrohe BOH        | Bora-Hansgrohe BOH |
| ------------------ | ------------------------- | ------------------ |
| Num                | Coureur                   | Pos                |
| 41                 | Pascal Ackermann (GER)    | 114e               |
| 42                 | Cesare Benedetti (ITA)    | 40e                |
| 43                 | Marcus Burghardt (GER)    | 112e               |
| 44                 | Peter Sagan (SVK)         | 6e                 |
| 45                 | Andreas Schillinger (GER) | 60e                |
| 46                 | Michael Schwarzmann (GER) | 105e               |
| 47                 | Rüdiger Selig (GER)       | 113e               |

| CCC Team CCC | CCC Team CCC                   | CCC Team CCC |
| ------------ | ------------------------------ | ------------ |
| Num          | Coureur                        | Pos          |
| 51           | Josef Černý (CZE)              | 117e         |
| 52           | Simon Geschke (GER)            | 59e          |
| 53           | Kamil Gradek (POL)             | 115e         |
| 54           | Jakub Mareczko (ITA)           | 121e         |
| 55           | Gijs Van Hoecke (BEL)          | 57e          |
| 56           | Guillaume Van Keirsbulck (BEL) | AB           |
| 57           | Łukasz Wiśniowski (POL)        | 25e          |

| EF Education First EF1 | EF Education First EF1         | EF Education First EF1 |
| ---------------------- | ------------------------------ | ---------------------- |
| Num                    | Coureur                        | Pos                    |
| 61                     | Matti Breschel (DEN)           | AB                     |
| 62                     | Jonathan Caicedo (ECU) (route) | 55e                    |
| 63                     | Moreno Hofland (NED)           | AB                     |
| 64                     | Daniel McLay (GBR)             | 62e                    |
| 65                     | Sacha Modolo (ITA)             | 118e                   |
| 66                     | Thomas Scully (NZL)            | 74e                    |
| 67                     | Luis Villalobos (MEX)          | 28e                    |

| Groupama-FDJ GFC | Groupama-FDJ GFC          | Groupama-FDJ GFC |
| ---------------- | ------------------------- | ---------------- |
| Num              | Coureur                   | Pos              |
| 71               | Arnaud Démare (FRA)       | 8e               |
| 72               | Antoine Duchesne (CAN)    | 93e              |
| 73               | Ignatas Konovalovas (LTU) | AB               |
| 74               | Daniel Hoelgaard (NOR)    | AB               |
| 75               | Valentin Madouas (FRA)    | 32e              |
| 76               | Miles Scotson (AUS)       | 103e             |
| 77               | Ramon Sinkeldam (NED)     | 39e              |

| Lotto-Soudal LTS | Lotto-Soudal LTS      | Lotto-Soudal LTS |
| ---------------- | --------------------- | ---------------- |
| Num              | Coureur               | Pos              |
| 81               | Maxime Monfort (BEL)  | 45e              |
| 82               | Stan Dewulf (BEL)     | 37e              |
| 83               | Caleb Ewan (AUS)      | 2e               |
| 84               | Lawrence Naesen (BEL) | 81e              |
| 85               | Roger Kluge (GER)     | 58e              |
| 86               | Nikolas Maes (BEL)    | 35e              |
| 87               | Rémy Mertz (BEL)      | AB               |

| Mitchelton-Scott MTS | Mitchelton-Scott MTS         | Mitchelton-Scott MTS |
| -------------------- | ---------------------------- | -------------------- |
| Num                  | Coureur                      | Pos                  |
| 91                   | Edoardo Affini (ITA)         | 67e                  |
| 92                   | Michael Albasini (SUI)       | 36e                  |
| 93                   | Alexander Edmondson (AUS)    | 61e                  |
| 94                   | Michael Hepburn (AUS)        | 73e                  |
| 95                   | Callum Scotson (AUS)         | 107e                 |
| 96                   | Robert Stannard (AUS)        | 23e                  |
| 97                   | Matteo Trentin (ITA) (route) | 7e                   |

| Movistar Team MOV | Movistar Team MOV      | Movistar Team MOV |
| ----------------- | ---------------------- | ----------------- |
| Num               | Coureur                | Pos               |
| 101               | Carlos Barbero (ESP)   | 96e               |
| 102               | Jaime Castrillo (ESP)  | 26e               |
| 103               | Héctor Carretero (ESP) | 104e              |
| 104               | Rubén Fernández (ESP)  | 102e              |
| 105               | Eduard Prades (ESP)    | 49e               |
| 106               | Jasha Sütterlin (GER)  | 22e               |
| 107               | Jürgen Roelandts (BEL) | 86e               |

| Dimension Data TDD | Dimension Data TDD                | Dimension Data TDD |
| ------------------ | --------------------------------- | ------------------ |
| Num                | Coureur                           | Pos                |
| 111                | Giacomo Nizzolo (ITA)             | 3e                 |
| 112                | Jay Robert Thomson (RSA)          | 91e                |
| 113                | Julien Vermote (BEL)              | 51e                |
| 114                | Lars Bak (DEN)                    | 92e                |
| 115                | Mark Renshaw (AUS)                | 99e                |
| 116                | Reinardt Janse van Rensburg (RSA) | 12e                |
| 117                | Bernhard Eisel (AUT)              | AB                 |

| Team Ineos INS | Team Ineos INS             | Team Ineos INS |
| -------------- | -------------------------- | -------------- |
| Num            | Coureur                    | Pos            |
| 121            | Leonardo Basso (ITA)       | 43e            |
| 122            | Kristoffer Halvorsen (NOR) | AB             |
| 123            | Christian Knees (GER)      | 30e            |
| 124            | Michał Kwiatkowski (POL)   | 116e           |
| 125            | Christopher Lawless (GBR)  | AB             |
| 126            | Luke Rowe (GBR)            | 38e            |
| 127            | Ben Swift (GBR) (route)    | 14e            |

| Team Jumbo-Visma TJV | Team Jumbo-Visma TJV    | Team Jumbo-Visma TJV |
| -------------------- | ----------------------- | -------------------- |
| Num                  | Coureur                 | Pos                  |
| 131                  | Jos van Emden (NED)     | 77e                  |
| 132                  | Danny van Poppel (NED)  | 42e                  |
| 133                  | Bert-Jan Lindeman (NED) | 82e                  |
| 134                  | Paul Martens (GER)      | 65e                  |
| 135                  | Timo Roosen (NED)       | 41e                  |
| 136                  | Mike Teunissen (NED)    | 5e                   |
| 137                  | Floris De Tier (BEL)    | 44e                  |

| Katusha-Alpecin TKA | Katusha-Alpecin TKA    | Katusha-Alpecin TKA |
| ------------------- | ---------------------- | ------------------- |
| Num                 | Coureur                | Pos                 |
| 141                 | Jenthe Biermans (BEL)  | 52e                 |
| 142                 | Jens Debusschere (BEL) | AB                  |
| 143                 | Nathan Haas (AUS)      | 33e                 |
| 144                 | Marco Haller (AUT)     | 46e                 |
| 145                 | Nils Politt (GER)      | 16e                 |
| 146                 | José Gonçalves (POR)   | 66e                 |
| 147                 | Dmitri Strakhov (RUS)  | 72e                 |

| Team Sunweb SUN | Team Sunweb SUN           | Team Sunweb SUN |
| --------------- | ------------------------- | --------------- |
| Num             | Coureur                   | Pos             |
| 151             | Jan Bakelants (BEL)       | 20e             |
| 152             | Roy Curvers (NED)         | AB              |
| 153             | Johannes Fröhlinger (GER) | 87e             |
| 154             | Marc Hirschi (SUI)        | 21e             |
| 155             | Lennard Kämna (GER)       | AB              |
| 156             | Max Kanter (GER)          | AB              |
| 157             | Cees Bol (NED)            | 119e            |

| Trek-Segafredo TFS | Trek-Segafredo TFS         | Trek-Segafredo TFS |
| ------------------ | -------------------------- | ------------------ |
| Num                | Coureur                    | Pos                |
| 161                | Fumiyuki Beppu (JPN)       | AB                 |
| 162                | Koen de Kort (NED)         | 94e                |
| 163                | Alex Frame (NZL)           | AB                 |
| 164                | Michael Gogl (AUT)         | 106e               |
| 165                | Matteo Moschetti (ITA)     | 100e               |
| 166                | Mads Pedersen (DEN)        | 15e                |
| 167                | Toms Skujiņš (LAT) (route) | 24e                |

| UAE Team Emirates UAD | UAE Team Emirates UAD      | UAE Team Emirates UAD |
| --------------------- | -------------------------- | --------------------- |
| Num                   | Coureur                    | Pos                   |
| 171                   | Sven Erik Bystrøm (NOR)    | 31e                   |
| 172                   | Roberto Ferrari (ITA)      | 64e                   |
| 173                   | Alexander Kristoff (NOR)   | 4e                    |
| 174                   | Vegard Stake Laengen (NOR) | 79e                   |
| 175                   | Rui Oliveira (POR)         | 29e                   |
| 176                   | Jasper Philipsen (BEL)     | 34e                   |
| 177                   | Rory Sutherland (AUS)      | 78e                   |

| Gazprom-RusVelo GAZ | Gazprom-RusVelo GAZ            | Gazprom-RusVelo GAZ |
| ------------------- | ------------------------------ | ------------------- |
| Num                 | Coureur                        | Pos                 |
| 181                 | Aleksandr Vlasov (RUS) (route) | 75e                 |
| 182                 | Evgeny Shalunov (RUS)          | 108e                |
| 183                 | Sergey Shilov (RUS)            | 18e                 |
| 184                 | Igor Boev (RUS)                | 56e                 |
| 185                 | Stepan Kourianov (RUS)         | 76e                 |
| 186                 | Vladislav Kulikov (RUS)        | 122e                |
| 187                 | Petr Rikunov (RUS)             | 71e                 |

| Arkéa-Samsic PCB | Arkéa-Samsic PCB       | Arkéa-Samsic PCB |
| ---------------- | ---------------------- | ---------------- |
| Num              | Coureur                | Pos              |
| 191              | André Greipel (GER)    | 11e              |
| 192              | Robert Wagner (GER)    | AB               |
| 193              | Clément Russo (FRA)    | 19e              |
| 194              | Brice Feillu (FRA)     | 120e             |
| 195              | Kévin Ledanois (FRA)   | AB               |
| 196              | Franck Bonnamour (FRA) | 88e              |
| 197              | Connor Swift (GBR)     | 109e             |

| Deceuninck-Quick Step DQT | Deceuninck-Quick Step DQT    | Deceuninck-Quick Step DQT |
| ------------------------- | ---------------------------- | ------------------------- |
| Num                       | Coureur                      | Pos                       |
| 1                         | Elia Viviani (ITA)           | 1er                       |
| 2                         | Mikkel Honoré (DEN)          | 69e                       |
| 3                         | Yves Lampaert (BEL)          | 63e                       |
| 4                         | Michael Mørkøv (DEN) (route) | 13e                       |
| 5                         | Fabio Sabatini (ITA)         | 97e                       |
| 6                         | Florian Sénéchal (FRA)       | 47e                       |
| 7                         | Petr Vakoč (CZE)             | 68e                       |

| AG2R La Mondiale ALM | AG2R La Mondiale ALM     | AG2R La Mondiale ALM |
| -------------------- | ------------------------ | -------------------- |
| Num                  | Coureur                  | Pos                  |
| 11                   | Gediminas Bagdonas (LTU) | 84e                  |
| 12                   | Mikaël Cherel (FRA)      | 90e                  |
| 13                   | Nico Denz (GER)          | 80e                  |
| 14                   | Oliver Naesen (BEL)      | 10e                  |
| 15                   | Julien Duval (FRA)       | 17e                  |
| 16                   | Mathias Frank (SUI)      | 54e                  |
| 17                   | Stijn Vandenbergh (BEL)  | 83e                  |

| Astana AST | Astana AST                  | Astana AST |
| ---------- | --------------------------- | ---------- |
| Num        | Coureur                     | Pos        |
| 21         | Magnus Cort Nielsen (DEN)   | 53e        |
| 22         | Davide Ballerini (ITA)      | 50e        |
| 23         | Rodrigo Contreras (COL)     | 111e       |
| 24         | Laurens De Vreese (BEL)     | 27e        |
| 25         | Davide Villella (ITA)       | 110e       |
| 26         | Jonas Gregaard Wilsly (DEN) | 70e        |
| 27         | Andrey Zeits (KAZ)          | 48e        |

| Bahrain-Merida TBM | Bahrain-Merida TBM        | Bahrain-Merida TBM |
| ------------------ | ------------------------- | ------------------ |
| Num                | Coureur                   | Pos                |
| 31                 | Valerio Agnoli (ITA)      | 98e                |
| 32                 | Grega Bole (SLO)          | 89e                |
| 33                 | Sonny Colbrelli (ITA)     | 9e                 |
| 34                 | Feng Chun-kai (TPE)       | 101e               |
| 35                 | Iván García Cortina (ESP) | 95e                |
| 36                 | Marcel Sieberg (GER)      | 85e                |
| 37                 | Antonio Nibali (ITA)      | AB                 |

| Bora-Hansgrohe BOH | Bora-Hansgrohe BOH        | Bora-Hansgrohe BOH |
| ------------------ | ------------------------- | ------------------ |
| Num                | Coureur                   | Pos                |
| 41                 | Pascal Ackermann (GER)    | 114e               |
| 42                 | Cesare Benedetti (ITA)    | 40e                |
| 43                 | Marcus Burghardt (GER)    | 112e               |
| 44                 | Peter Sagan (SVK)         | 6e                 |
| 45                 | Andreas Schillinger (GER) | 60e                |
| 46                 | Michael Schwarzmann (GER) | 105e               |
| 47                 | Rüdiger Selig (GER)       | 113e               |

| CCC Team CCC | CCC Team CCC                   | CCC Team CCC |
| ------------ | ------------------------------ | ------------ |
| Num          | Coureur                        | Pos          |
| 51           | Josef Černý (CZE)              | 117e         |
| 52           | Simon Geschke (GER)            | 59e          |
| 53           | Kamil Gradek (POL)             | 115e         |
| 54           | Jakub Mareczko (ITA)           | 121e         |
| 55           | Gijs Van Hoecke (BEL)          | 57e          |
| 56           | Guillaume Van Keirsbulck (BEL) | AB           |
| 57           | Łukasz Wiśniowski (POL)        | 25e          |

| EF Education First EF1 | EF Education First EF1         | EF Education First EF1 |
| ---------------------- | ------------------------------ | ---------------------- |
| Num                    | Coureur                        | Pos                    |
| 61                     | Matti Breschel (DEN)           | AB                     |
| 62                     | Jonathan Caicedo (ECU) (route) | 55e                    |
| 63                     | Moreno Hofland (NED)           | AB                     |
| 64                     | Daniel McLay (GBR)             | 62e                    |
| 65                     | Sacha Modolo (ITA)             | 118e                   |
| 66                     | Thomas Scully (NZL)            | 74e                    |
| 67                     | Luis Villalobos (MEX)          | 28e                    |

| Groupama-FDJ GFC | Groupama-FDJ GFC          | Groupama-FDJ GFC |
| ---------------- | ------------------------- | ---------------- |
| Num              | Coureur                   | Pos              |
| 71               | Arnaud Démare (FRA)       | 8e               |
| 72               | Antoine Duchesne (CAN)    | 93e              |
| 73               | Ignatas Konovalovas (LTU) | AB               |
| 74               | Daniel Hoelgaard (NOR)    | AB               |
| 75               | Valentin Madouas (FRA)    | 32e              |
| 76               | Miles Scotson (AUS)       | 103e             |
| 77               | Ramon Sinkeldam (NED)     | 39e              |

| Lotto-Soudal LTS | Lotto-Soudal LTS      | Lotto-Soudal LTS |
| ---------------- | --------------------- | ---------------- |
| Num              | Coureur               | Pos              |
| 81               | Maxime Monfort (BEL)  | 45e              |
| 82               | Stan Dewulf (BEL)     | 37e              |
| 83               | Caleb Ewan (AUS)      | 2e               |
| 84               | Lawrence Naesen (BEL) | 81e              |
| 85               | Roger Kluge (GER)     | 58e              |
| 86               | Nikolas Maes (BEL)    | 35e              |
| 87               | Rémy Mertz (BEL)      | AB               |

| Mitchelton-Scott MTS | Mitchelton-Scott MTS         | Mitchelton-Scott MTS |
| -------------------- | ---------------------------- | -------------------- |
| Num                  | Coureur                      | Pos                  |
| 91                   | Edoardo Affini (ITA)         | 67e                  |
| 92                   | Michael Albasini (SUI)       | 36e                  |
| 93                   | Alexander Edmondson (AUS)    | 61e                  |
| 94                   | Michael Hepburn (AUS)        | 73e                  |
| 95                   | Callum Scotson (AUS)         | 107e                 |
| 96                   | Robert Stannard (AUS)        | 23e                  |
| 97                   | Matteo Trentin (ITA) (route) | 7e                   |

| Movistar Team MOV | Movistar Team MOV      | Movistar Team MOV |
| ----------------- | ---------------------- | ----------------- |
| Num               | Coureur                | Pos               |
| 101               | Carlos Barbero (ESP)   | 96e               |
| 102               | Jaime Castrillo (ESP)  | 26e               |
| 103               | Héctor Carretero (ESP) | 104e              |
| 104               | Rubén Fernández (ESP)  | 102e              |
| 105               | Eduard Prades (ESP)    | 49e               |
| 106               | Jasha Sütterlin (GER)  | 22e               |
| 107               | Jürgen Roelandts (BEL) | 86e               |

| Dimension Data TDD | Dimension Data TDD                | Dimension Data TDD |
| ------------------ | --------------------------------- | ------------------ |
| Num                | Coureur                           | Pos                |
| 111                | Giacomo Nizzolo (ITA)             | 3e                 |
| 112                | Jay Robert Thomson (RSA)          | 91e                |
| 113                | Julien Vermote (BEL)              | 51e                |
| 114                | Lars Bak (DEN)                    | 92e                |
| 115                | Mark Renshaw (AUS)                | 99e                |
| 116                | Reinardt Janse van Rensburg (RSA) | 12e                |
| 117                | Bernhard Eisel (AUT)              | AB                 |

| Team Ineos INS | Team Ineos INS             | Team Ineos INS |
| -------------- | -------------------------- | -------------- |
| Num            | Coureur                    | Pos            |
| 121            | Leonardo Basso (ITA)       | 43e            |
| 122            | Kristoffer Halvorsen (NOR) | AB             |
| 123            | Christian Knees (GER)      | 30e            |
| 124            | Michał Kwiatkowski (POL)   | 116e           |
| 125            | Christopher Lawless (GBR)  | AB             |
| 126            | Luke Rowe (GBR)            | 38e            |
| 127            | Ben Swift (GBR) (route)    | 14e            |

| Team Jumbo-Visma TJV | Team Jumbo-Visma TJV    | Team Jumbo-Visma TJV |
| -------------------- | ----------------------- | -------------------- |
| Num                  | Coureur                 | Pos                  |
| 131                  | Jos van Emden (NED)     | 77e                  |
| 132                  | Danny van Poppel (NED)  | 42e                  |
| 133                  | Bert-Jan Lindeman (NED) | 82e                  |
| 134                  | Paul Martens (GER)      | 65e                  |
| 135                  | Timo Roosen (NED)       | 41e                  |
| 136                  | Mike Teunissen (NED)    | 5e                   |
| 137                  | Floris De Tier (BEL)    | 44e                  |

| Katusha-Alpecin TKA | Katusha-Alpecin TKA    | Katusha-Alpecin TKA |
| ------------------- | ---------------------- | ------------------- |
| Num                 | Coureur                | Pos                 |
| 141                 | Jenthe Biermans (BEL)  | 52e                 |
| 142                 | Jens Debusschere (BEL) | AB                  |
| 143                 | Nathan Haas (AUS)      | 33e                 |
| 144                 | Marco Haller (AUT)     | 46e                 |
| 145                 | Nils Politt (GER)      | 16e                 |
| 146                 | José Gonçalves (POR)   | 66e                 |
| 147                 | Dmitri Strakhov (RUS)  | 72e                 |

| Team Sunweb SUN | Team Sunweb SUN           | Team Sunweb SUN |
| --------------- | ------------------------- | --------------- |
| Num             | Coureur                   | Pos             |
| 151             | Jan Bakelants (BEL)       | 20e             |
| 152             | Roy Curvers (NED)         | AB              |
| 153             | Johannes Fröhlinger (GER) | 87e             |
| 154             | Marc Hirschi (SUI)        | 21e             |
| 155             | Lennard Kämna (GER)       | AB              |
| 156             | Max Kanter (GER)          | AB              |
| 157             | Cees Bol (NED)            | 119e            |

| Trek-Segafredo TFS | Trek-Segafredo TFS         | Trek-Segafredo TFS |
| ------------------ | -------------------------- | ------------------ |
| Num                | Coureur                    | Pos                |
| 161                | Fumiyuki Beppu (JPN)       | AB                 |
| 162                | Koen de Kort (NED)         | 94e                |
| 163                | Alex Frame (NZL)           | AB                 |
| 164                | Michael Gogl (AUT)         | 106e               |
| 165                | Matteo Moschetti (ITA)     | 100e               |
| 166                | Mads Pedersen (DEN)        | 15e                |
| 167                | Toms Skujiņš (LAT) (route) | 24e                |

| UAE Team Emirates UAD | UAE Team Emirates UAD      | UAE Team Emirates UAD |
| --------------------- | -------------------------- | --------------------- |
| Num                   | Coureur                    | Pos                   |
| 171                   | Sven Erik Bystrøm (NOR)    | 31e                   |
| 172                   | Roberto Ferrari (ITA)      | 64e                   |
| 173                   | Alexander Kristoff (NOR)   | 4e                    |
| 174                   | Vegard Stake Laengen (NOR) | 79e                   |
| 175                   | Rui Oliveira (POR)         | 29e                   |
| 176                   | Jasper Philipsen (BEL)     | 34e                   |
| 177                   | Rory Sutherland (AUS)      | 78e                   |

| Gazprom-RusVelo GAZ | Gazprom-RusVelo GAZ            | Gazprom-RusVelo GAZ |
| ------------------- | ------------------------------ | ------------------- |
| Num                 | Coureur                        | Pos                 |
| 181                 | Aleksandr Vlasov (RUS) (route) | 75e                 |
| 182                 | Evgeny Shalunov (RUS)          | 108e                |
| 183                 | Sergey Shilov (RUS)            | 18e                 |
| 184                 | Igor Boev (RUS)                | 56e                 |
| 185                 | Stepan Kourianov (RUS)         | 76e                 |
| 186                 | Vladislav Kulikov (RUS)        | 122e                |
| 187                 | Petr Rikunov (RUS)             | 71e                 |

| Arkéa-Samsic PCB | Arkéa-Samsic PCB       | Arkéa-Samsic PCB |
| ---------------- | ---------------------- | ---------------- |
| Num              | Coureur                | Pos              |
| 191              | André Greipel (GER)    | 11e              |
| 192              | Robert Wagner (GER)    | AB               |
| 193              | Clément Russo (FRA)    | 19e              |
| 194              | Brice Feillu (FRA)     | 120e             |
| 195              | Kévin Ledanois (FRA)   | AB               |
| 196              | Franck Bonnamour (FRA) | 88e              |
| 197              | Connor Swift (GBR)     | 109e             |